# ZAZ (entreprise)
Pour les articles homonymes, voir ZAZ.
 (mai 2017).
Si vous disposez d'ouvrages ou d'articles de référence ou si vous connaissez des sites web de qualité traitant du thème abordé ici, merci de compléter l'article en donnant les références utiles à sa vérifiabilité et en les liant à la section « Notes et références ».
ZAZ (ukrainien : ЗАЗ) est une entreprise ukrainienne de construction automobile, fondée en 1956 dans la ville de Zaporijjia en Ukraine.
ZAZ est l'acronyme de « Usine d'automobiles de Zaporijjia » en ukrainien : Запорізький автомобілебудівельний завод / Zaporijskyï avtomobileboudivelnyï zavod.
Fondée en 1908, l'usine fabriquait des véhicules agricoles avant de se lancer dans la production automobile, en 1960.
Les ZAZ étaient destinées à motoriser la population soviétique, mais avec l'arrivée de Lada sur le marché en 1966 les ventes connurent une baisse, car, à l'époque, les clients préféraient les voitures avec un coffre.

## Modèles produits
- ZAZ Zaporojets 965

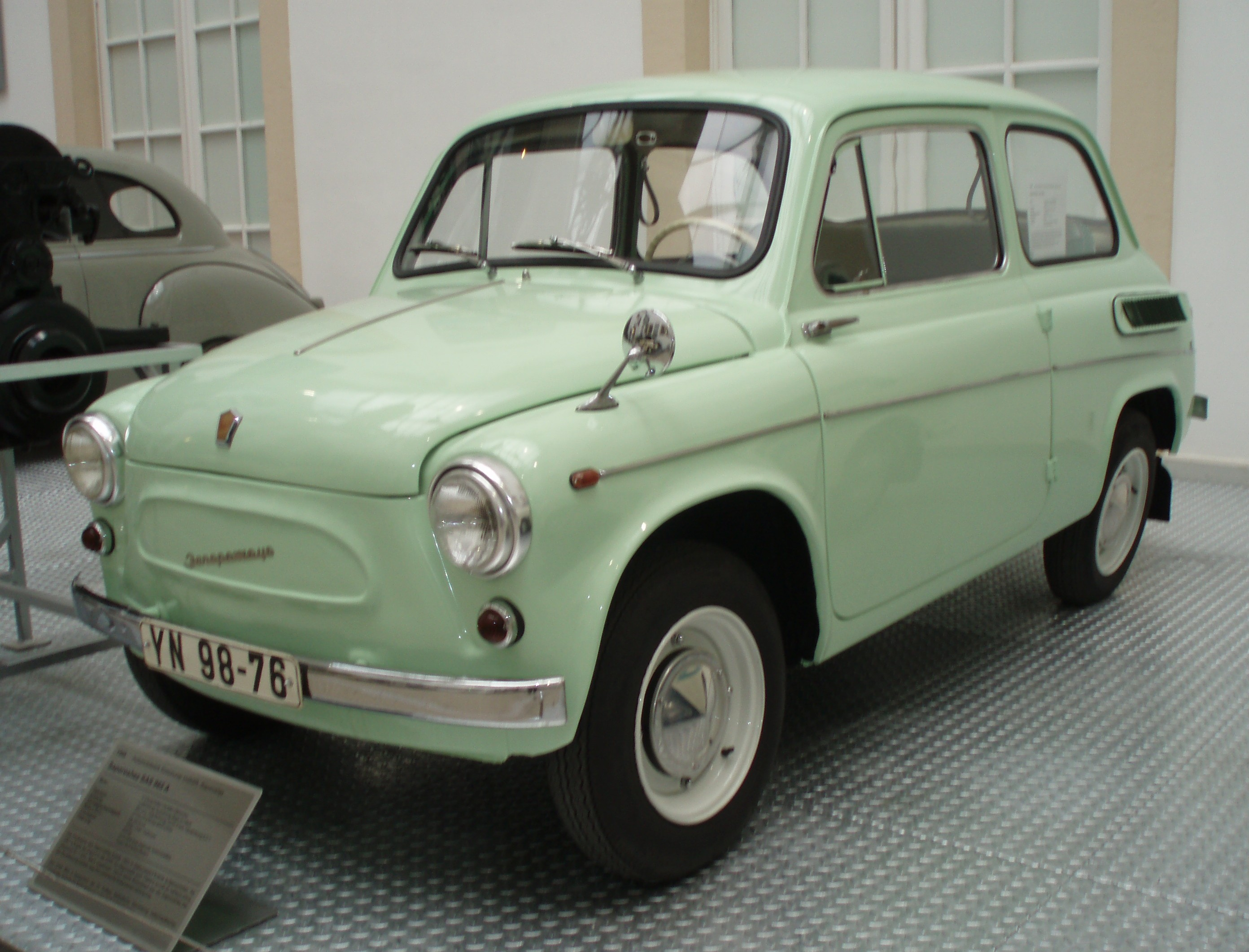
Une ZAZ 965A copie de la Fiat 600

Le premier modèle produit par ZAZ est une copie de Fiat 600, appelée ZAZ 965. La production débute le 22 novembre 1960. C'est une très petite voiture (3,33 m). Le moteur est un V4 de 746 cm3 refroidi par air, de 23 chevaux, vitesse maximum : 80 km/h ; il est placé à l'arrière.
En octobre 1962, ZAZ lance la 965A, avec un moteur de 900 cm3 de 27 CV, vitesse maximum : 80 km/h. La production a continué jusqu'en 1969.
- ZAZ Zaporojets 966

En novembre 1966, ZAZ sort la 966, inspirée de la NSU Prinz 4.
Le moteur d'une trentaine de chevaux est un V4 de 900 cm3, le même que celui du 4x4 du constructeur LUAZ.
- ZAZ 968

En 1971, ZAZ restyle légèrement la 966 (nouvelle face avant), le moteur est réalésé à 1 200 cm3, sa puissance monte à 45 chevaux. La dernière 968 est sortie des chaînes le 30 juin 1994.
- ZAZ 1102, 1103, 1105

ZAZ lance en 1987 la 1102, renommée en France Tavria. Elle propose trois moteurs essence qui développent respectivement 51ch, 58ch et 72ch. La ZAZ 1103 est une version 4 portières nommée Slavuta, sortie en 1999, et la version 1105 est une version break, la Dana.
La Slavuta a été légèrement restylée dans les années 1990 et dispose de plus d'équipements.
- ZAZ Forza
- ZAZ Vida

## Modèles assemblés
En 1998, ZAZ signe des accords avec Daewoo pour assembler les modèles Lanos, Nubira et Leganza.
En 2002, Daimler Benz assemble les modèles Classe E & M.
En 2003, ZAZ assemble des Lada Samara. Un accord a été conclu entre ZAZ et Opel pour l'assemblage d'Opel Corsa, Astra et Vectra. 
ZAZ produit aussi la Daewoo Sens, une Lanos avec moteur ZAZ 1300, vendue moins cher que la Lanos.
Actuellement (Janvier 2016), la production de nouvelles voitures est arrêté en raison de la crise économique qui sévit en Ukraine. 

## Production
En 1989, le trois millionième véhicule sort des chaînes de production. Les chiffres de production ne sont pas connus avec certitude, en particulier les plus anciens.
| Année | Véhicules produits |
| ----- | ------------------ |
| 1998  | 22 000             |
| 2000  | 6 800              |
| 2001  | 11 032             |
| 2002  | 23 822             |
| 2003  | 69 582             |

## Galerie de véhicules

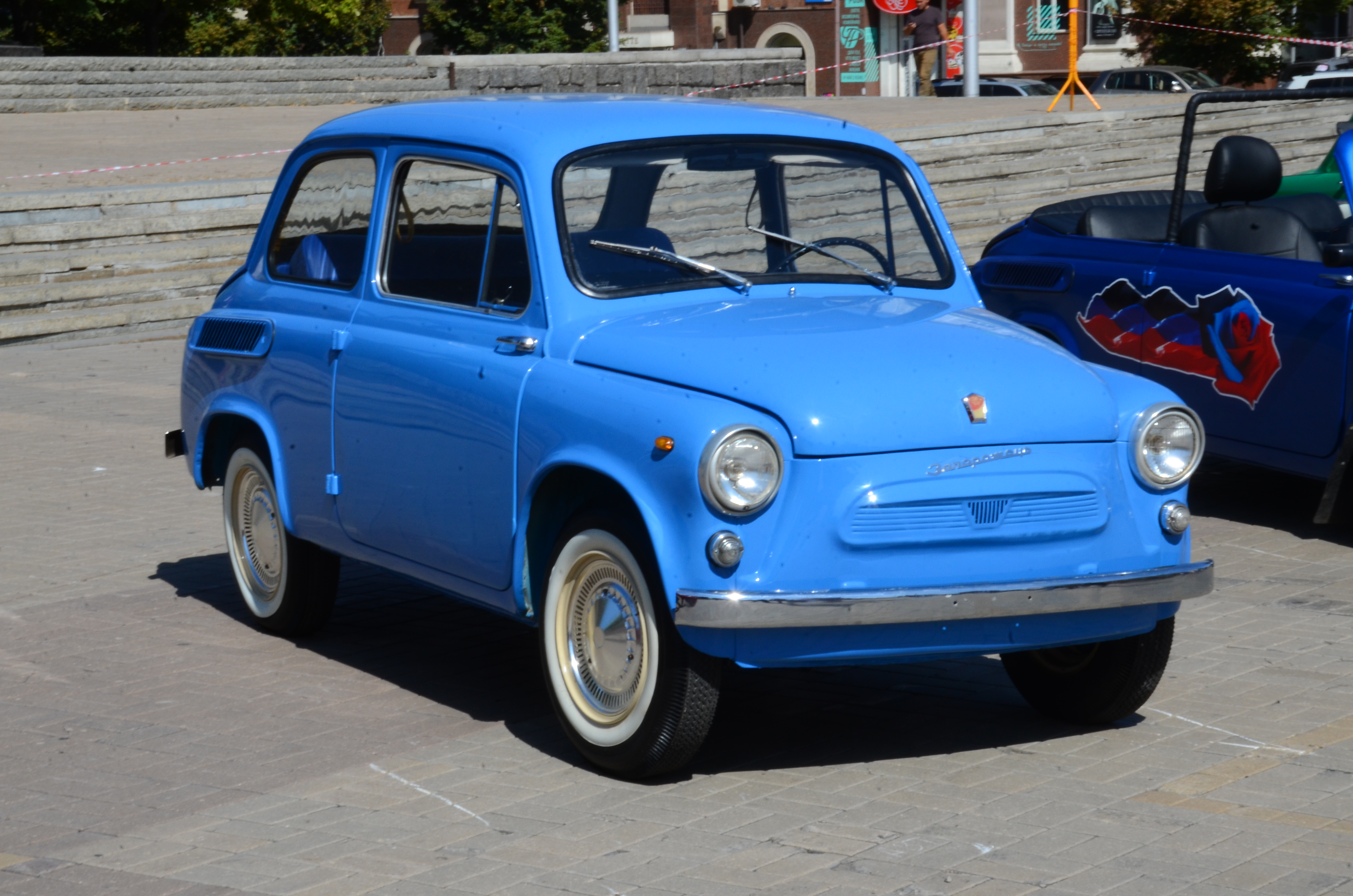
ZAZ 965.
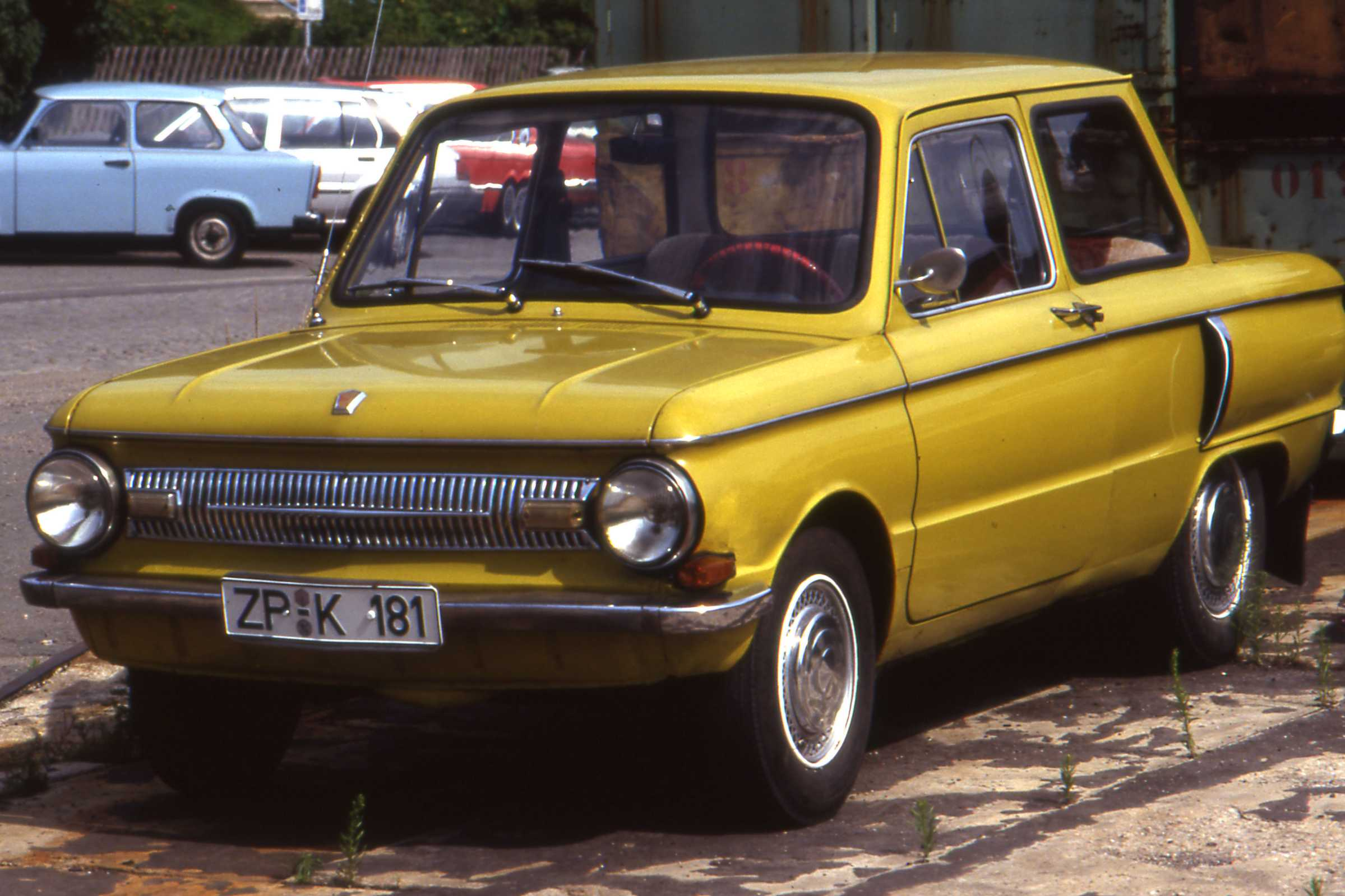
ZAZ 966.
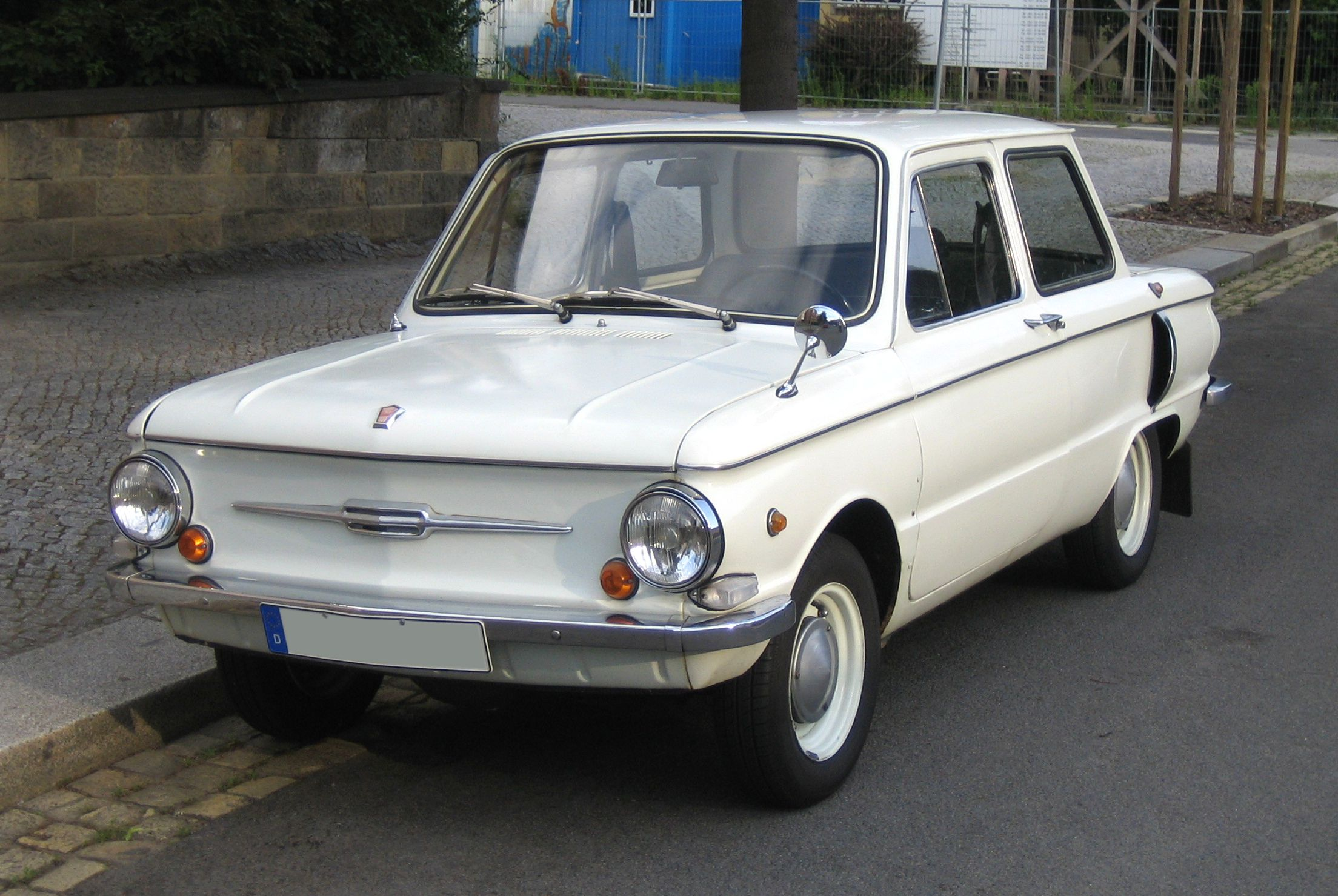
ZAZ 968.
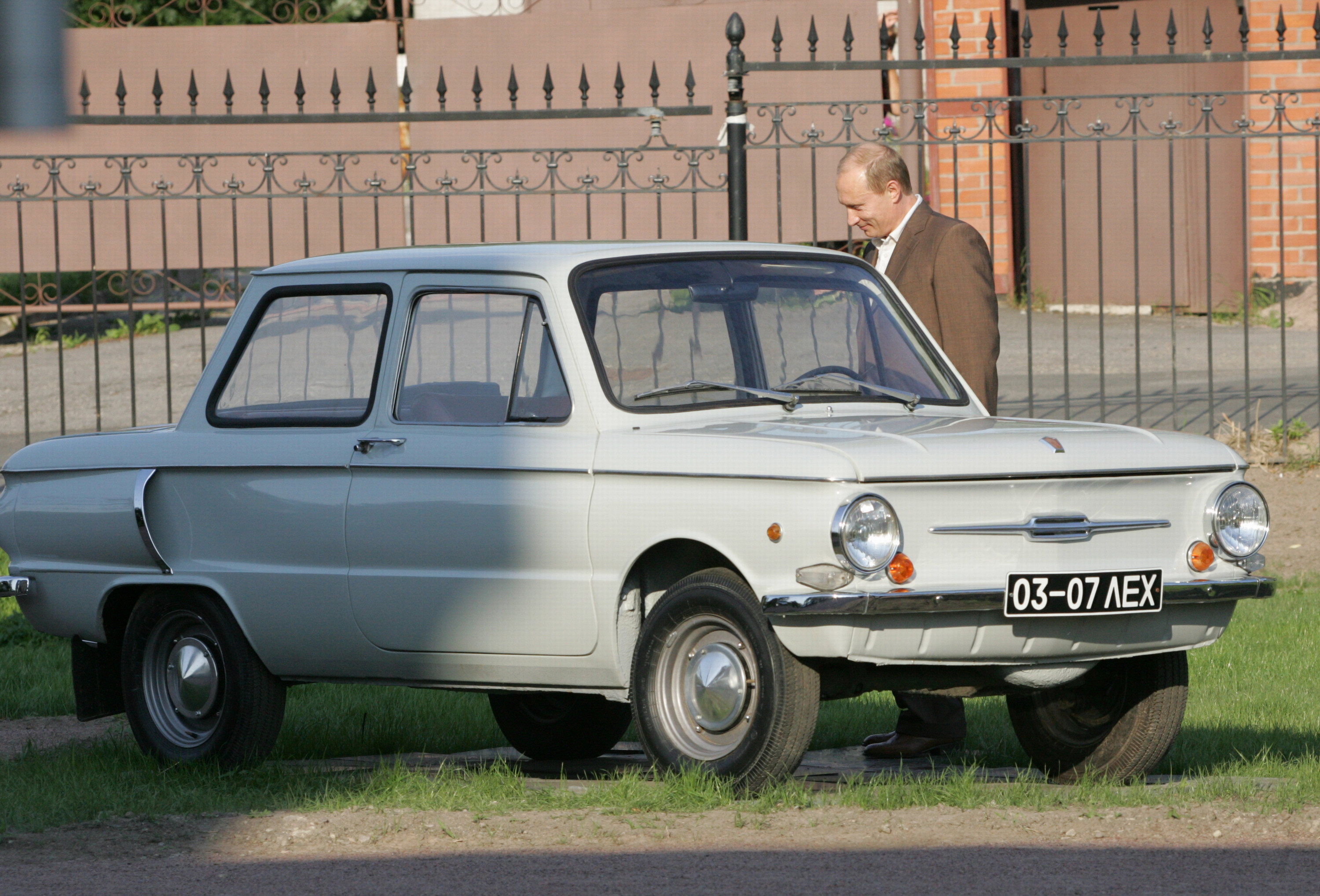
ZAZ 968 de Vladimir Poutine.
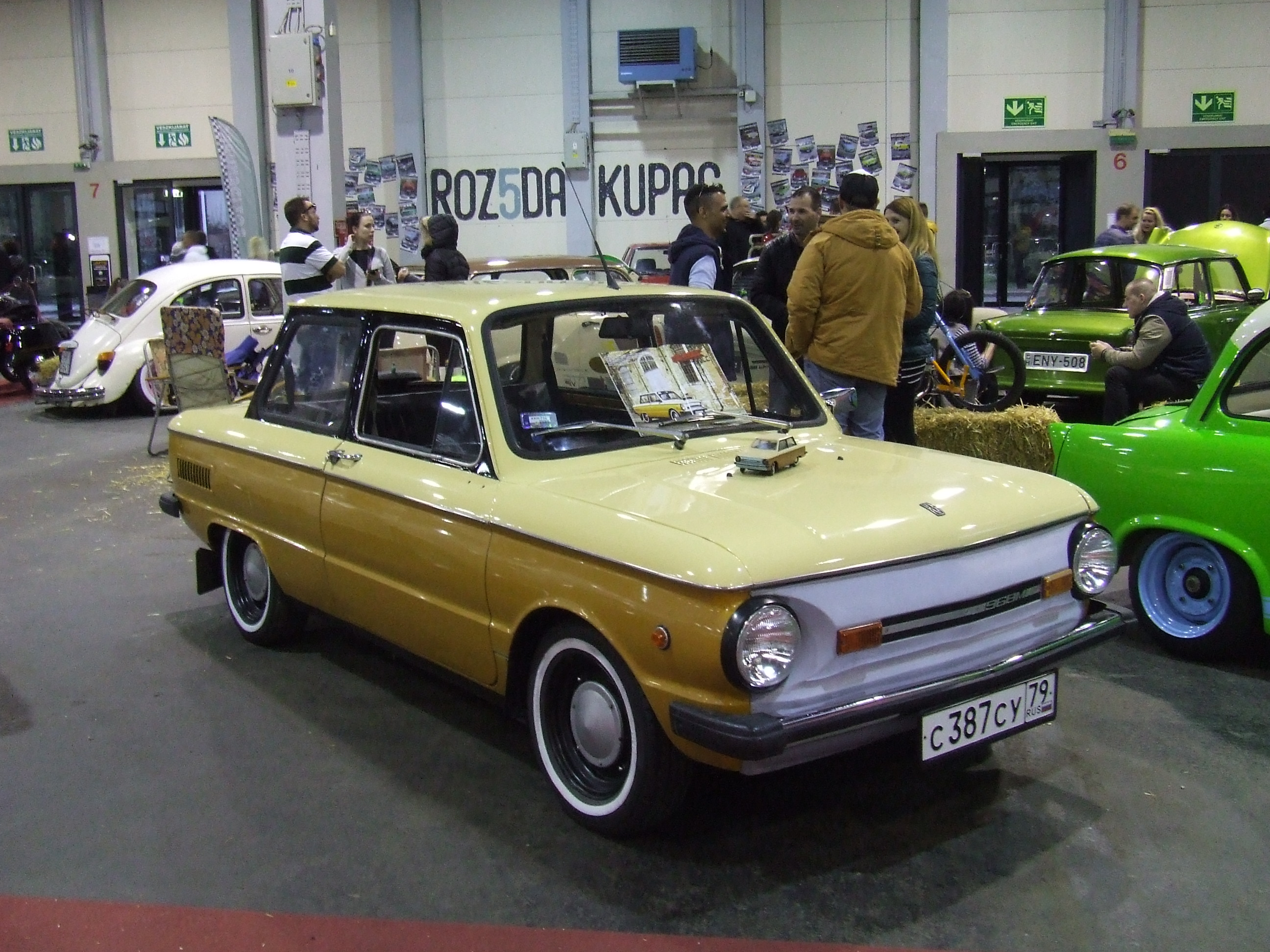
ZAZ 968M.
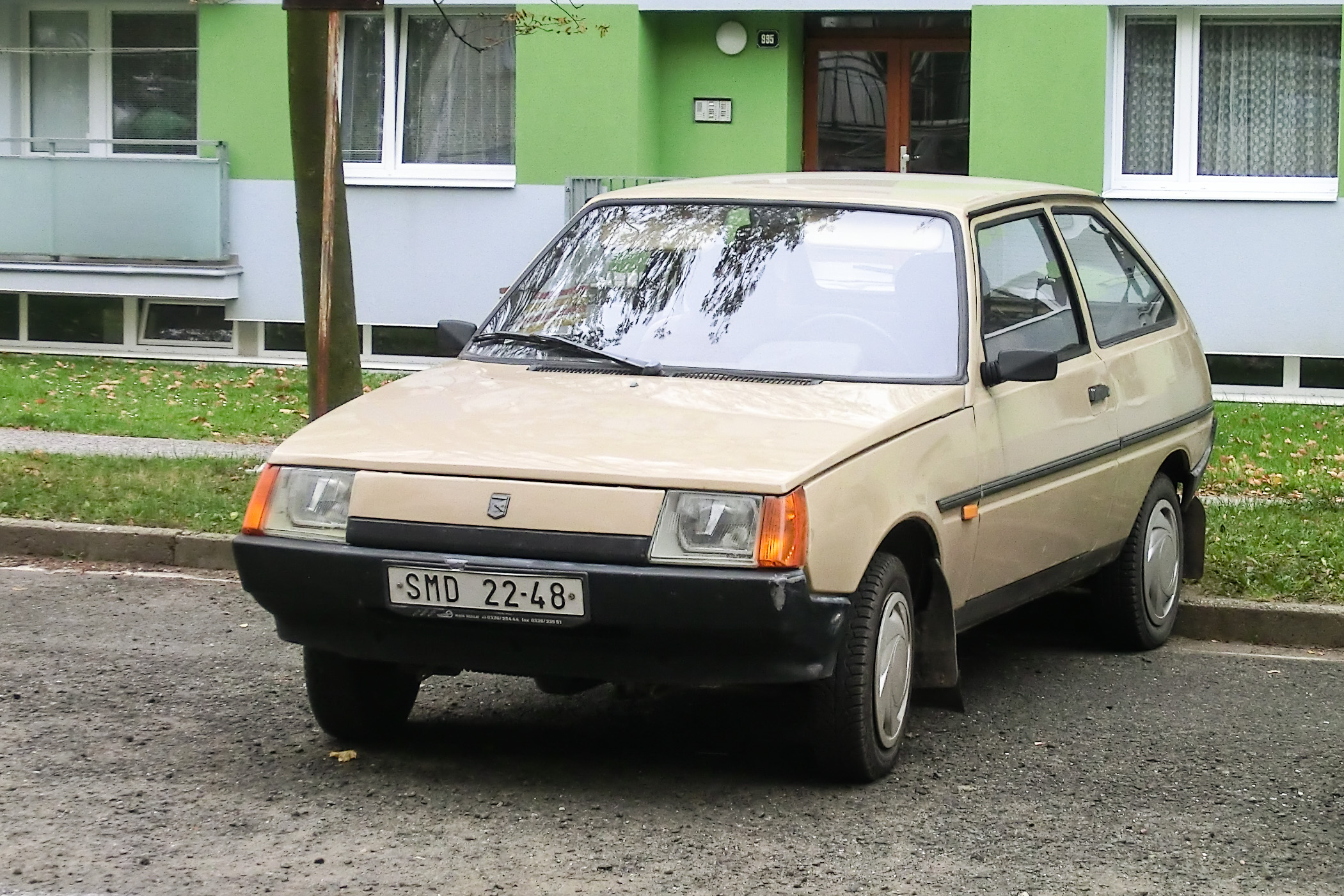
ZAZ 1102 Tavria.
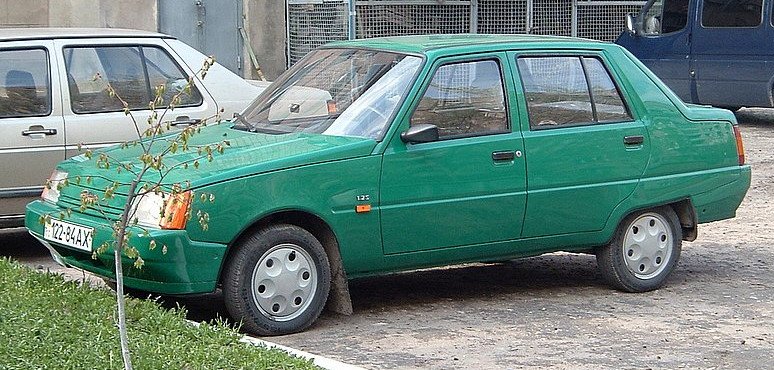
ZAZ 1103 Slavuta.
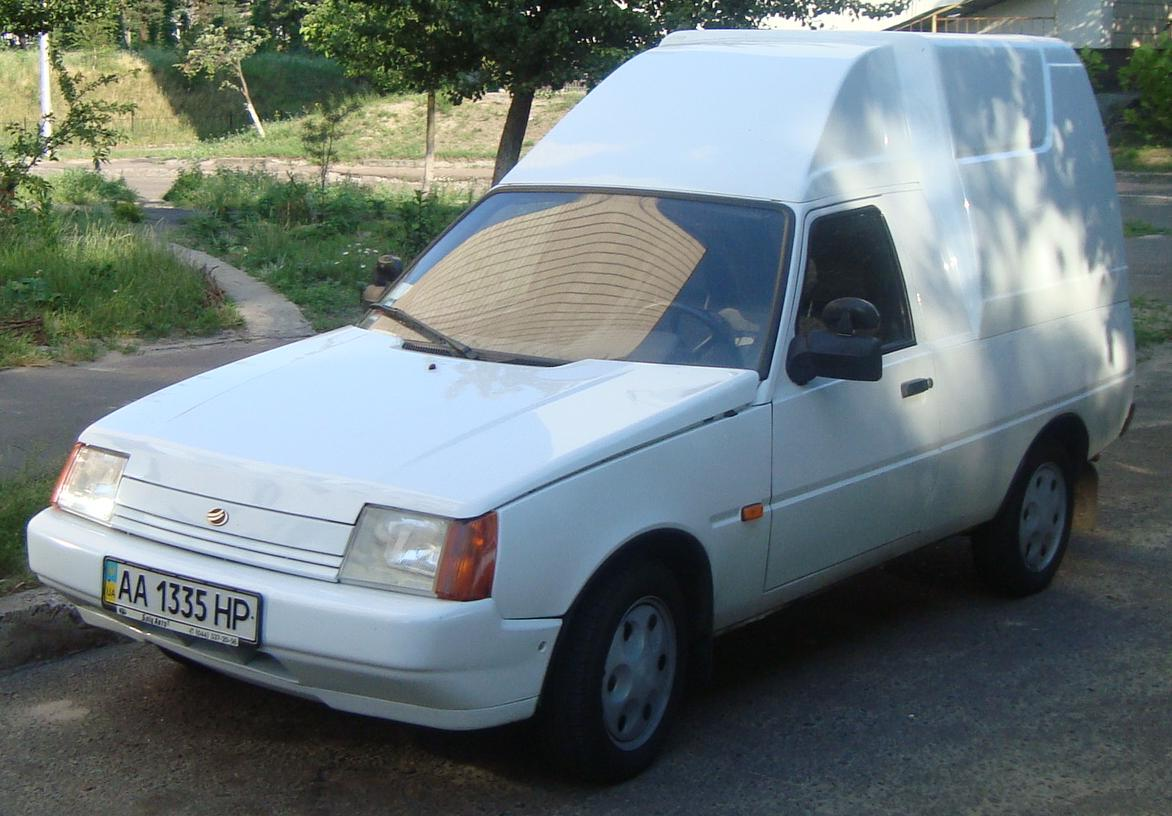
ZAZ Tavria Pick-up.